# ダン・ガイス
ダン・ガイス（Daniel Joshua Giese  , 1977年5月19日 - ）は、カリフォルニア州アナハイム出身の元プロ野球選手（投手）。右投右打。現在はMLB・ニューヨーク・ヤンキースのスカウトを務めている。

## 経歴
ガイスはカリフォルニア州リバーサイドのルーバドー高校を卒業後、サンディエゴ大学へ進学。1999年にドラフト34巡目でボストン・レッドソックスから指名された。
9年間のマイナー生活で、525回2/3を投げて40勝25敗30セーブで防御率3.00、被打率.241という成績を残した。
2002年6月23日にブラッド・ベイカーと共に、アラン・エンブリーの交換要員としてサンディエゴ・パドレスへ移籍。2003年シーズンの開幕1か月までパドレスのマイナー組織で過ごした後にフィラデルフィア・フィリーズへ移籍した。2005年に一旦引退して、自動車販売を行っていたがその後サンフランシスコ・ジャイアンツとマイナー契約を結ぶ。
2007年9月8日にジャイアンツでメジャー初登板を果たし、この年は計8登板した。オフにニューヨーク・ヤンキースとマイナー契約を結び、開幕メジャー入りはならなかったものの、2008年6月3日にメジャー昇格。すぐにマイナーへ降格したものの、6月6日にクリス・ブリットンが故障したことに伴って再び昇格した。6月8日には2回2/3を無安打に抑えてメジャー初勝利を飾った。6月21日のシンシナティ・レッズ戦では故障した王建民に代わってメジャー初先発した。しかし8月15日に右肩を痛めて故障者リスト入り。9月2日のタンパベイ・レイズ戦で復帰し1回を無失点に抑えた。
2009年4月8日、オークランド・アスレチックスに移籍。シーズン終了後、トミー・ジョン手術を受けた。10月にFAとなった。2010年はAAA級サクラメント・リバーキャッツでプレーするも、関節唇を損傷する。シーズン終了後、現役を引退した。 
2014年1月30日にニューヨーク・ヤンキースのスカウトに就任した。

## 年度別投手成績
| 年 度     | 球 団     | 登 板 | 先 発 | 完 投 | 完 封 | 無 四 球 | 勝 利 | 敗 戦 | セ 丨 ブ | ホ 丨 ル ド | 勝 率 | 打 者 | 投 球 回 | 被 安 打 | 被 本 塁 打 | 与 四 球 | 敬 遠 | 与 死 球 | 奪 三 振 | 暴 投 | ボ 丨 ク | 失 点 | 自 責 点 | 防 御 率 | W H I P |
| --------- | --------- | ----- | ----- | ----- | ----- | -------- | ----- | ----- | -------- | ----------- | ----- | ----- | -------- | -------- | ----------- | -------- | ----- | -------- | -------- | ----- | -------- | ----- | -------- | -------- | ------- |
| 2007      | SF        | 8     | 0     | 0     | 0     | 0        | 0     | 2     | 0        | 0           | .000  | 37    | 9.1      | 8        | 4           | 2        | 0     | 0        | 7        | 0     | 0        | 5     | 5        | 4.82     | 1.07    |
| 2008      | NYY       | 20    | 3     | 0     | 0     | 0        | 1     | 3     | 0        | 0           | .250  | 186   | 43.1     | 39       | 3           | 14       | 1     | 1        | 29       | 1     | 0        | 22    | 17       | 3.53     | 1.22    |
| 2009      | OAK       | 7     | 1     | 0     | 0     | 0        | 0     | 3     | 0        | 0           | .000  | 94    | 22.0     | 22       | 5           | 9        | 1     | 0        | 11       | 0     | 0        | 13    | 13       | 5.32     | 1.41    |
| 通算：3年 | 通算：3年 | 35    | 4     | 0     | 0     | 0        | 1     | 8     | 0        | 0           | .111  | 317   | 74.2     | 69       | 12          | 25       | 2     | 1        | 47       | 1     | 0        | 40    | 35       | 4.22     | 1.26    |